# Markus Lutteman
Markus Lutteman, né le 24 février 1973 à Arboga dans le comté de Västmanland, est un écrivain et journaliste suédois, auteur de romans policiers et de biographies.

## Biographie
Markus Lutteman travaille comme journaliste pour les journaux suédois Svenska Dagbladet, Aftonbladet et Nerikes Allehanda.
Son premier roman, El Choco (2007), est une biographie romancée de Jonas Andersson, condamné à la prison en 2002 pour tentative de trafic de drogue en Bolivie.
En collaboration avec Mons Kallentoft, il a fait paraître, à partir de 2014, des romans policiers ayant pour héros Zack Herry, un plus jeune inspecteur d'une unité spéciale de la police de Stockholm. Les récits de cette série, qui compte trois titres à ce jour, sont très librement inspirés par le mythe grec des douze travaux d'Hercule.

## Publications

### Romans

#### SérieZack
Ces romans sont coécrits avec Mons Kallentoft.
1. Zack, Gallimard, coll. « Série noire », 2016 ((sv) Zack, 2014), trad. Frédéric Fourreau  (ISBN 978-2-07-014585-0)Réédition, Gallimard, coll. « Folio policier » no 824, 2017 (ISBN 978-2-07-270211-2)
2. Leon, Gallimard, coll. « Série noire », 2017 ((sv) Leon, 2015), trad. Hélène Hervieu  (ISBN 978-2-07-014586-7)Réédition, Gallimard, coll. « Folio policier » no 861, 2018 (ISBN 978-2-07-278985-4)
3. Bambi, Gallimard, coll. « Série noire », 2018 ((sv) Bambi, 2016), trad. Hélène Hervieu  (ISBN 978-2-07-014587-4)Réédition, Gallimard, coll. « Folio policier » no 899, 2019 (ISBN 978-2-07-284148-4)

#### Autres romans
- (sv) El Choco: svensken i Bolivias mest ökända fängelse, 2007
- (sv) Utsatt: en berättelse om överlevnad, hopp och trettiofem år av längtan, 2010
- (sv) Blodmåne, 2016

### Biographies
- (sv) Det du inte såg, 2011Écrit avec Patrik Sjöberg.
- (sv) Per Holknekt 1960-2014, 2014Écrit avec Per Holknekt.